# Psychrophila
Psychrophila es un pequeño género de plantas  pertenecientes a  la familia Ranunculaceae.

## Especies
- Psychrophila andicola Gay
- Psychrophila appendiculata Bercht. & J.Presl
- Psychrophila dioneifolia Gay
- Psychrophila introloba (F.Muell.) W.A.Weber
- Psychrophila leptosepala
- Psychrophila novae-zealandiae (Hook.f.) W.A.Weber
- Psychrophila obtusa (Cheeseman) W.A.Weber
- Psychrophila phylloptera (A.W.Hill) H.Eichler
- Psychrophila sagittata (Cav.) Bercht. & J.Presl